# Randy Jones (bobsleista)
Randal „Randy” Jones  (ur. 24 czerwca 1969 w Winston-Salem) – amerykański bobsleista, wicemistrz olimpijski i trzykrotny medalista mistrzostw świata.

## Kariera
Początkowo uprawiał lekkoatletykę oraz futbol amerykański. Pierwszy sukces w bobslejach osiągnął w 1993 roku, kiedy razem z Brianem Shimerem, Bryanem Leturgezem i Karlosem Kirbym zdobył brązowy medal w czwórkach na mistrzostwach świata w Igls. Na rozgrywanych w 1997 roku mistrzostwach świata w St. Moritz reprezentacja USA w składzie: Brian Shimer, Chip Minton, Randy Jones i Robert Olesen ponownie zdobyła brązowy medal w czwórkach. Kolejny medal przywiózł z igrzysk olimpijskich w Salt Lake City w 2002 roku, wspólnie z Toddem Haysem, Billem Schuffenhauerem i Garrettem Hinesem zdobywając srebrny medal w czwórkach. W tym samym składzie reprezentacja USA wywalczyła również srebrny medal na mistrzostwach świata w Lake Placid w 2003 roku.